# Lam (gmina)
Lam – gmina targowa w Niemczech, w kraju związkowym Bawaria, w rejencji Górny Palatynat, w regionie Ratyzbona, w powiecie Cham. Leży w Lesie Bawarskim, około 30 km na wschód od Cham, przy granicy z Czechami i linii kolejowej (Lam–Cham).
Najwyżej położonym punktem gminy jest Großer Arber.

## Osoby urodzone w Lam
- Monika Bergmann-Schmuderer – narciarka alpejska